# Geografia da Inglaterra

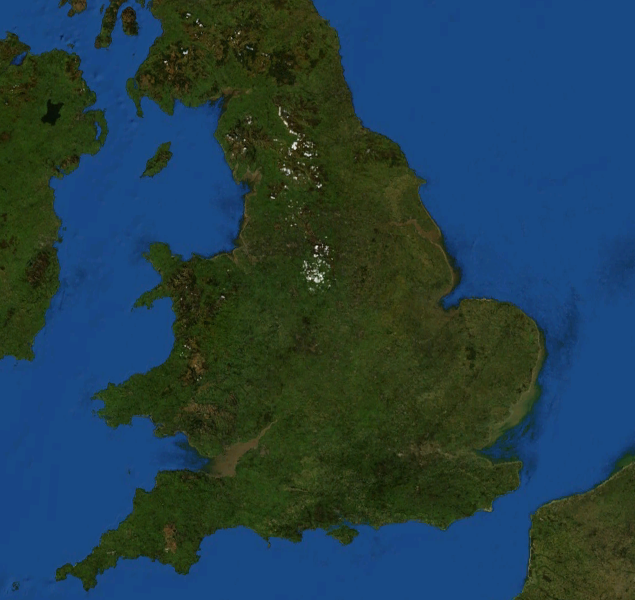
Inglaterra e País de Gales vistos do espaço.

A Inglaterra compreende na maior parte do centro e sul da ilha da Grã-Bretanha, ocupando dois terços da mesma, além de possuir uma série de pequenas ilhas das quais a maior delas é a Ilha de Wight. A Inglaterra faz fronteira com a Escócia ao norte e com o País de Gales ao oeste. O leste e sul são banhados pelo Oceano Atlântico. A Inglaterra é o país mais próximo da Europa continental na com apenas 52 km de distância da França pelo Canal da Mancha. O Eurotúnel, localizado perto de Folkestone, une a Inglaterra à Europa continental pelo tráfego terrestre. A fronteira entre Inglaterra e França está indicada dentro do túnel.
Grande parte do terreno da Inglaterra consiste em colinas, sendo mais montanhosa no norte do país, onde a cadeia de montanhas Peninos divide o leste do oeste. Outras áreas montanhosas no norte e nas midlands incluem o Lake District, North York Moors e Peak District. A linha divisora entre tipos de terreno é indicada pela Tees-Exe, uma linha imaginária que passa entre as áreas de alta e baixa altitude do país. Ao sul dessa linha, há grandes áreas de terra plana, com destaque para a Anglia Oriental, embora também exista áreas montanhosas como Cotswolds e Chilterns.
O maior porto natural da Inglaterra está localizado em Poole, na costa sul-central.

## Clima
A Inglaterra possui um clima temperado, com chuvas abundantes durante o ano todo. Nas diferentes estações do ano a temperatura varia bastante, mas raramente vão abaixo dos −5 °C ou acima dos 30 °C. O vento predominante é do sudoeste, trazendo regularmente um clima ameno e úmido do Oceano Atlântico. O clima costuma ser mais seco e quente no leste e sul, que são mais próximos da Europa continental. Em todo o país pode ocorrer queda de neve no inverno e no início da primavera, embora isso não seja muito frequente longe das regiões altas. A Inglaterra tem as maiores temperaturas máximas e minímas ao longo do ano do que os outros países da Grã-Bretanha, embora o País de Gales tenha minímas mais suaves de novembro a fevereiro, e a Irlanda do Norte tenha máximas maiores de dezembro a fevereiro. A Inglaterra é ensolada durante todo o ano e ao contrário do País de Gales, Irlanda e Escócia, o mês mais ensolado é julho, totalizando cerca de 192,8 horas de sol.
A temperatura mais alta registrada na Inglaterra foi 38,5 °C, em 10 de agosto de 2003 na vila de Brogdale, Kent. A menor foi −26,1 °C, em 10 de janeiro de 1982 na vila de Edgmond, Shropshire.
O clima do sudoeste da Inglaterra é um pouco mais suave e distinto do clima do resto do país, formando praticamente um clima separado. Colheitas, flores e plantas, podem ser cultivadas muito mais cedo no sudoeste do que no resto do Reino Unido.
| Dados climatológicos para Inglaterra | Dados climatológicos para Inglaterra | Dados climatológicos para Inglaterra | Dados climatológicos para Inglaterra | Dados climatológicos para Inglaterra | Dados climatológicos para Inglaterra | Dados climatológicos para Inglaterra | Dados climatológicos para Inglaterra | Dados climatológicos para Inglaterra | Dados climatológicos para Inglaterra | Dados climatológicos para Inglaterra | Dados climatológicos para Inglaterra | Dados climatológicos para Inglaterra | Dados climatológicos para Inglaterra |
| Mês                                  | Jan                                  | Fev                                  | Mar                                  | Abr                                  | Mai                                  | Jun                                  | Jul                                  | Ago                                  | Set                                  | Out                                  | Nov                                  | Dez                                  | Ano                                  |
| ------------------------------------ | ------------------------------------ | ------------------------------------ | ------------------------------------ | ------------------------------------ | ------------------------------------ | ------------------------------------ | ------------------------------------ | ------------------------------------ | ------------------------------------ | ------------------------------------ | ------------------------------------ | ------------------------------------ | ------------------------------------ |
| Temperatura máxima média (°C)        | 6,6                                  | 6,9                                  | 9,3                                  | 11,7                                 | 15,4                                 | 18,1                                 | 20,6                                 | 20,5                                 | 17,5                                 | 13,6                                 | 9,5                                  | 7,4                                  | 13,1                                 |
| Temperatura mínima média (°C)        | 1,1                                  | 1,0                                  | 2,4                                  | 3,6                                  | 6,3                                  | 9,1                                  | 11,4                                 | 11,2                                 | 9,3                                  | 6,6                                  | 3,5                                  | 2,0                                  | 5,6                                  |
| Precipitação (mm)                    | 84,2                                 | 60,1                                 | 66,5                                 | 56,8                                 | 55,9                                 | 62,9                                 | 54,1                                 | 66,7                                 | 73,3                                 | 83,6                                 | 83,5                                 | 90,4                                 | 838,0                                |
| Dias com chuva                       | 13,4                                 | 10,4                                 | 12,1                                 | 10,1                                 | 9,8                                  | 9,8                                  | 8,5                                  | 9,4                                  | 10,2                                 | 11,8                                 | 12,5                                 | 13,1                                 | 131,2                                |
| Insolação (h)                        | 50,5                                 | 67,7                                 | 102,5                                | 145,2                                | 189,9                                | 179,4                                | 192,8                                | 184,1                                | 135,0                                | 101,3                                | 66,2                                 | 43,9                                 | 1 457,4                              |
| Fonte: Met Office                    |                                      |                                      |                                      |                                      |                                      |                                      |                                      |                                      |                                      |                                      |                                      |                                      |                                      |

## Geologia

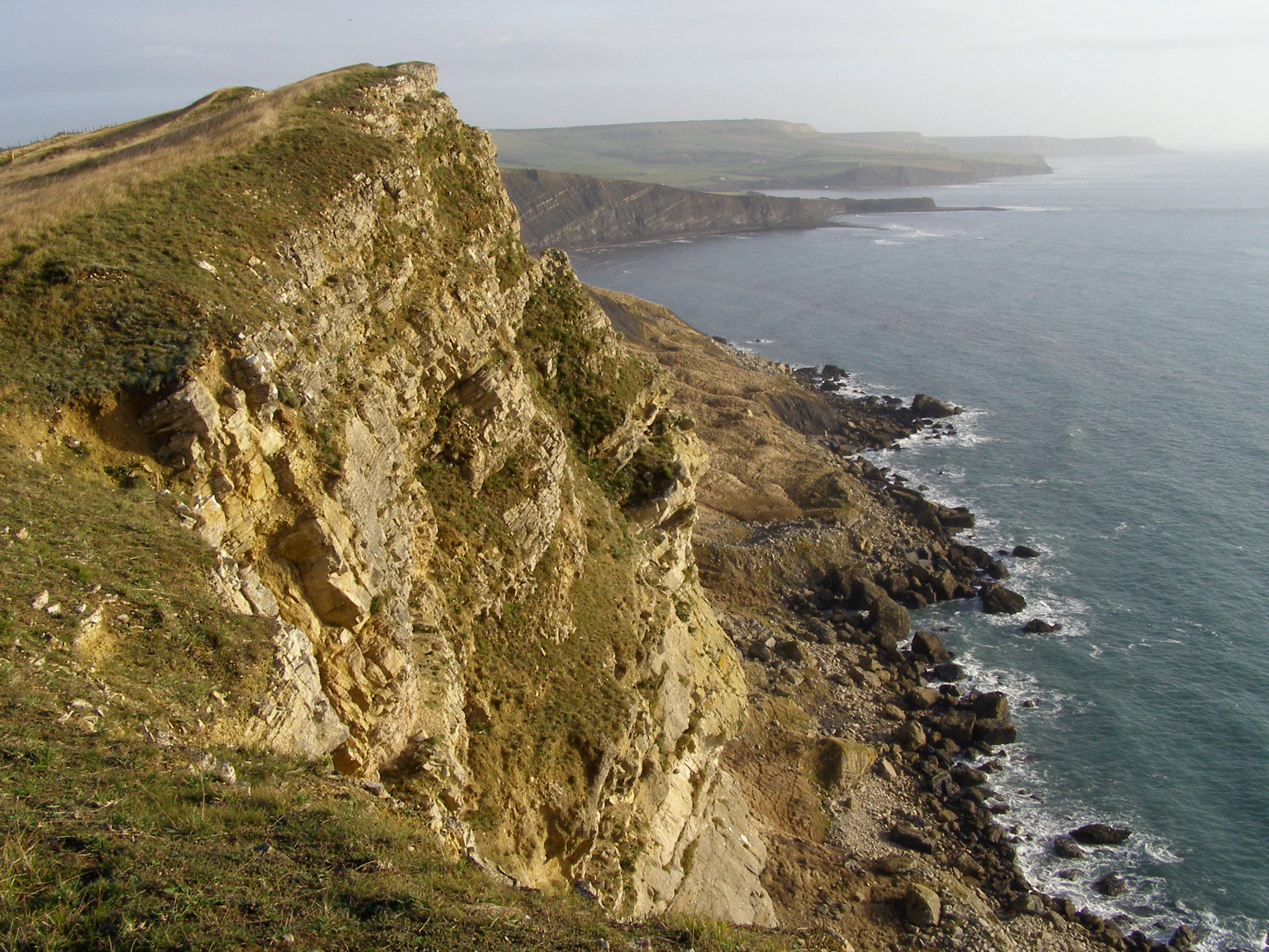
Penhasco Gad, Costa Jurássica.

A geologia da Inglaterra é principalmente sedimentar. As rochas mais novas estão no sudoeste, aumentando de idade em direção ao noroeste. A linha Tees-Exe marca a divisão entre as rochas mais jovens, mais suaves e de baixa altitude do sudoeste e as mais velhas, mais duras e geralmente com maior relevo do noroeste. A geologia da Inglaterra é bastante reconhecível na paisagem dos seus condados, por exemplo, Cúmbria, Norfolk e Kent, tem aparências muito distintas umas das outras. A geologia da região norte e ocidental tende a ser um pouco mais parecida com a dos seus vizinhos mais próximos, País de Gales e Escócia, já a geologia da região sul e oriental é mais alinhada com a encontrada nos lugares banhados pelo Mar do Norte e Canal da Mancha, Norte da França, Bélgica e Países Baixos.

### Características geológicas
- Garganta de Cheddar - O maior desfiladeiro do Reino Unido
- Costa Jurássica - Patrimônio da Humanidade da UNESCO
- Planície Salisbury
- Linha Tees-Exe
- Whin Sill
- Bacia de Londres
- Bacia de Hampshire
- Plataforma de London-Brabant
- Dartmoor
- Complexo de Lizard

### Recursos geológicos

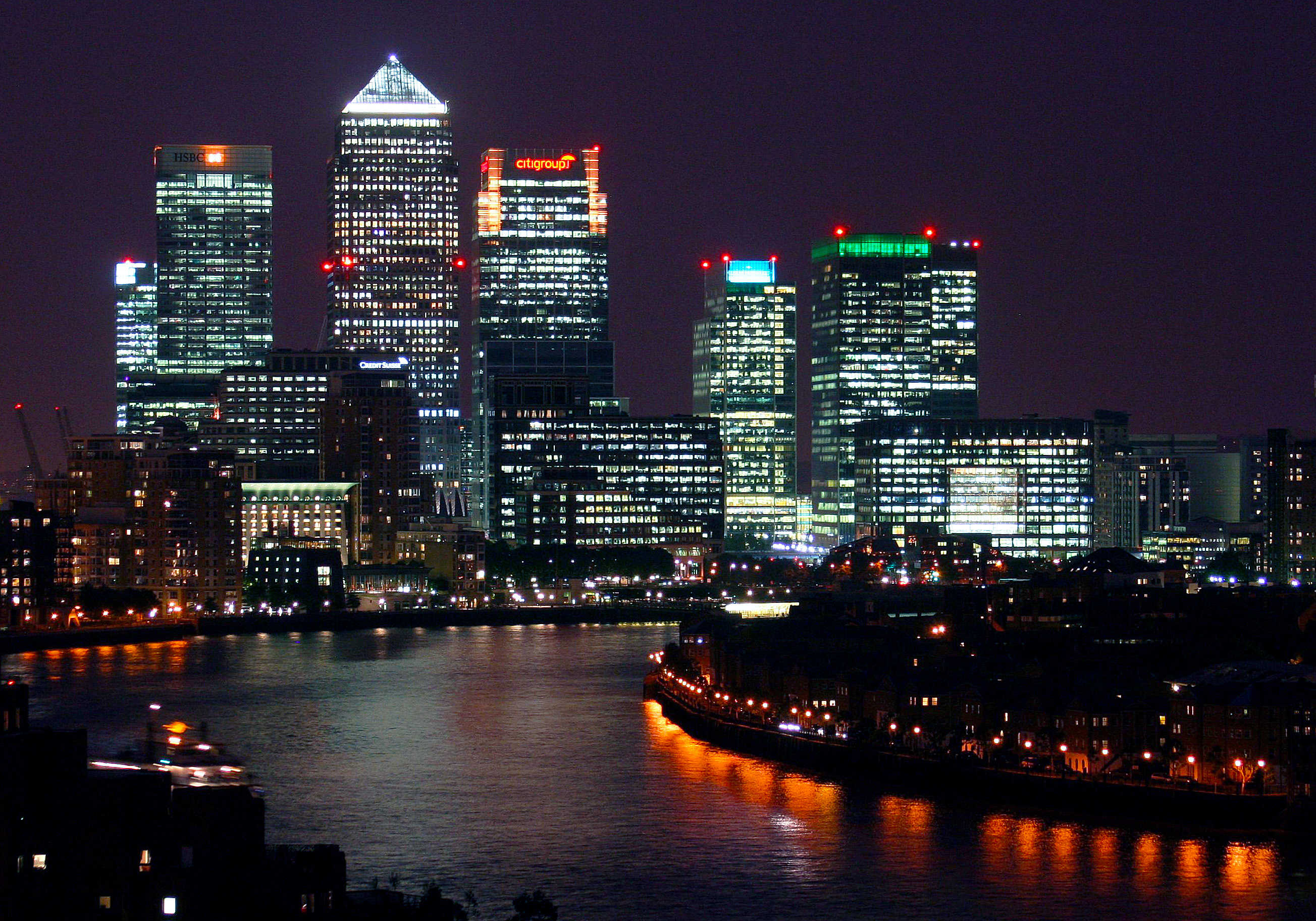
Londres.

- Carvão
- Petróleo do Mar do Norte
- Areia e cascalho
- Caulinita
- Cobre e estanho
- Pedra
- Gás do Mar do Norte

e em menor quantidade:
- Energia geotérmica

## Maiores cidades
Londres é, com ampla vantagem, a maior área urbana na Inglaterra e uma das cidades mais movimentadas do mundo. Outras cidades, principalmente no centro e no norte do país, possuem tamanho substancial e grande influência. Listas com as maiores cidades da Inglaterra sempre são controversas, porque embora o significado normal da palavra cidade seja de "uma área urbana  construída continuamente", isso pode ser difícil de definir, porque as áreas administrativas na Inglaterra muitas vezes não correspondem com os limites do desenvolvimento urbano e muitas cidades ao longo dos séculos tem se tornado complexas aglomerações urbanas.
De acordo do Serviço Nacional de Estatísticas (Office for National Statistics), estas são as 15 maiores aglomerações urbanas da Inglaterra (dados populacionais do censo de 2001):
| Posição | Área Urbana                       | População (Censo 2001) | Número de localidades | Localidades principais                                               |
| ------- | --------------------------------- | ---------------------- | --------------------- | -------------------------------------------------------------------- |
| 1       | Área urbana da Grande Londres     | 8,278,251              | 67                    | Croydon, Barnet, Ealing, Bromley                                     |
| 2       | Conurbação de Midlands Ocidentais | 2,284,093              | 22                    | Birmingham, Wolverhampton, Dudley, Walsall                           |
| 3       | Área urbana da Grande Manchester  | 2,240,230              | 57                    | Manchester, Cidade de Salford, Bolton, Stockport, Oldham             |
| 4       | Área urbana de West Yorkshire     | 1,499,465              | 26                    | Leeds, Bradford, Huddersfield, Wakefield                             |
| 5       | Tyneside                          | 879,996                | 25                    | Newcastle upon Tyne, North Shields, South Shields, Gateshead, Jarrow |
| 6       | Área urbana de Liverpool          | 816,216                | 8                     | Liverpool, St Helens, Bootle, Huyton-with-Roby                       |
| 7       | Área Urbana de Nottingham         | 666,358                | 15                    | Nottingham, Beeston e Stapleford, Carlton, Long Eaton                |
| 8       | Área urbana de Sheffield          | 640,720                | 7                     | Sheffield, Rotherham, Chapeltown, Mosborough                         |
| 9       | Grande Bristol                    | 551,066                | 7                     | Bristol, Kingswood, Mangotsfield, Stoke Gifford                      |
| 10      | Brighton/Worthing/Littlehampton   | 461,181                | 10                    | Brighton, Worthing, Hove, Littlehampton, Shoreham, Lancing           |
| 11      | Área urbana de Portsmouth         | 442,252                | 7                     | Portsmouth, Gosport, Waterlooville, Fareham                          |
| 12      | Área urbana de Leicester          | 441,213                | 12                    | Leicester, Wigston, Oadby, Birstall                                  |
| 13      | Área urbana de Bournemouth        | 383,713                | 5                     | Bournemouth, Poole, Christchurch, New Milton                         |
| 14      | Área urbana de Reading/Wokingham  | 369,804                | 5                     | Reading, Bracknell, Wokingham, Crowthorne                            |
| 15      | Teesside                          | 365,323                | 7                     | Middlesbrough, Stockton-on-Tees, Redcar, Billingham                  |

As maiores cidades da Inglaterra (em ordem alfabética):
- Birmingham
- Bradford
- Bristol
- Coventry
- Derby
- Kingston upon Hull
- Leeds
- Leicester
- Liverpool
- Londres
- Manchester
- Middlesbrough
- Newcastle upon Tyne
- Norwich
- Nottingham
- Oxford
- Peterborough
- Plymouth
- Portsmouth
- Sheffield
- Southampton
- Stoke-on-Trent
- Wolverhampton

## Geografia Física

### Pontos extremos
- Ponto mais setentrional – Marshall Meadows Bay, Northumberland at 55° 48′ N, 2° 02′ O
- Assentamento mais setentrional – Marshall Meadows, Northumberland at 55° 48′ N, 2° 02′ O

- Ponto mais meridional – Lizard Point, Cornwall at 49° 57′ N, 5° 12′ O
- Assentamento mais meridional – Lizard, Cornwall at 49° 57′ N, 5° 12′ O

- Ponto mais ocidental – Dr Syntax's Hea, Land's End, Cornwall at 50° 04′ N, 5° 43′ O
- Assetamento mais ocidental – Sennen Cove, Cornwall at 50° 04′ N, 5° 42′ O

- Ponto mais oriental – Lowestoft Ness, Suffolk at 52° 28,87′ N, 1° 45,77′ L
- Assentamento mais oriental – Lowestoft, Suffolk at 52° 28′ N, 1° 45′ L

### Topografia, montanhas e colinas

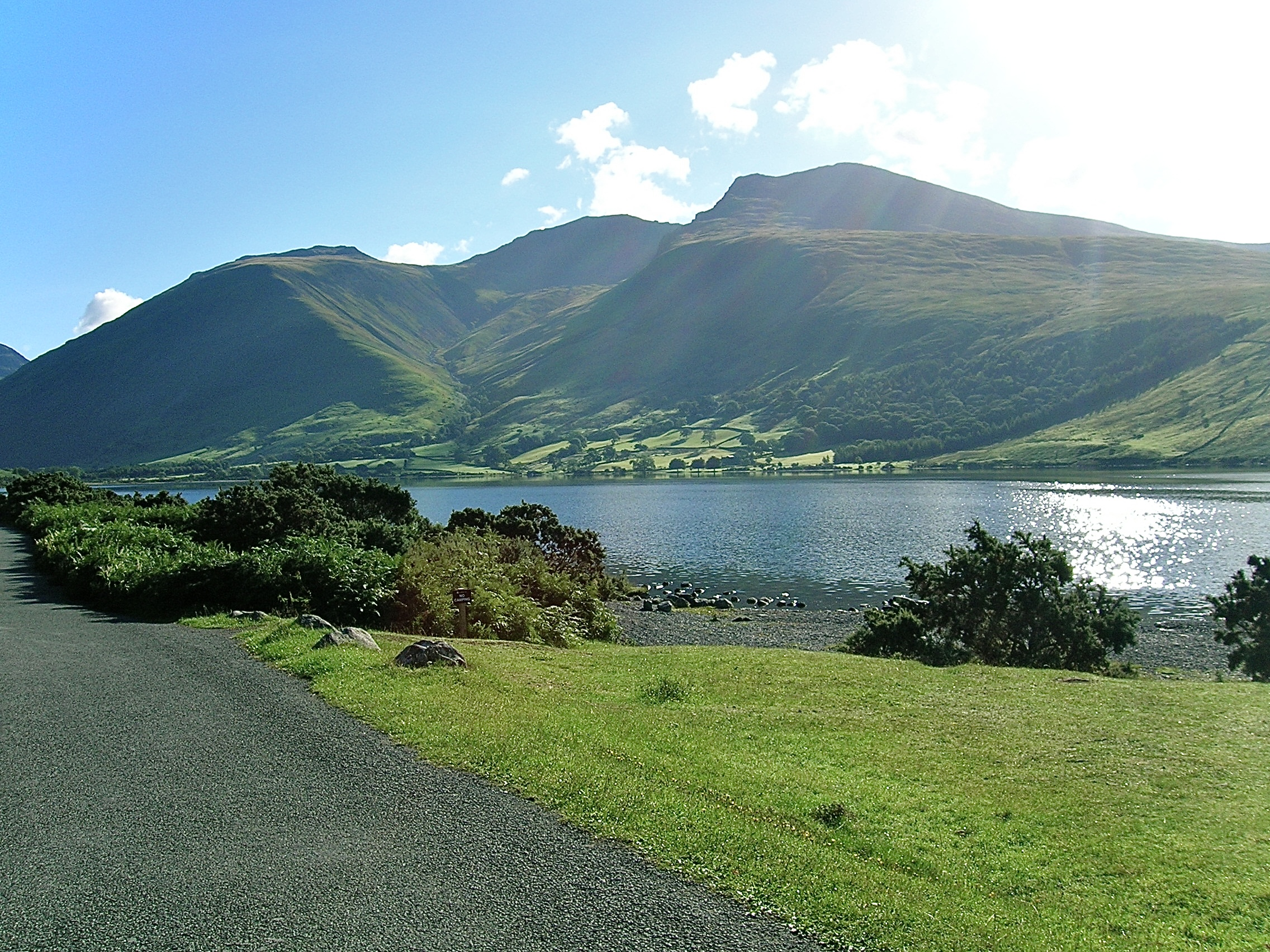
Scafell Pike.

A Inglaterra em geral é mais baixa e mais plana que o resto do Reino Unido, mas tem duas divisões principais em seu território – as áreas mais baixas do sul, leste e centro e as áreas mais acidentadas e altas do norte e oeste. A Anglia Oriental é a parte mais baixa da Inglaterra, sem montes ou montanhas, onde fica o ponto mais baixo da Inglaterra, os Fens. A área mais alta da Inglaterra é o noroeste, com muitas colinas e montanhas, incluindo o ponto mais alto do país, Scafell Pike (que não é o monte mais alto da Grã-Bretanha, que é o Ben Nevis, na Escócia).

### Ilhas

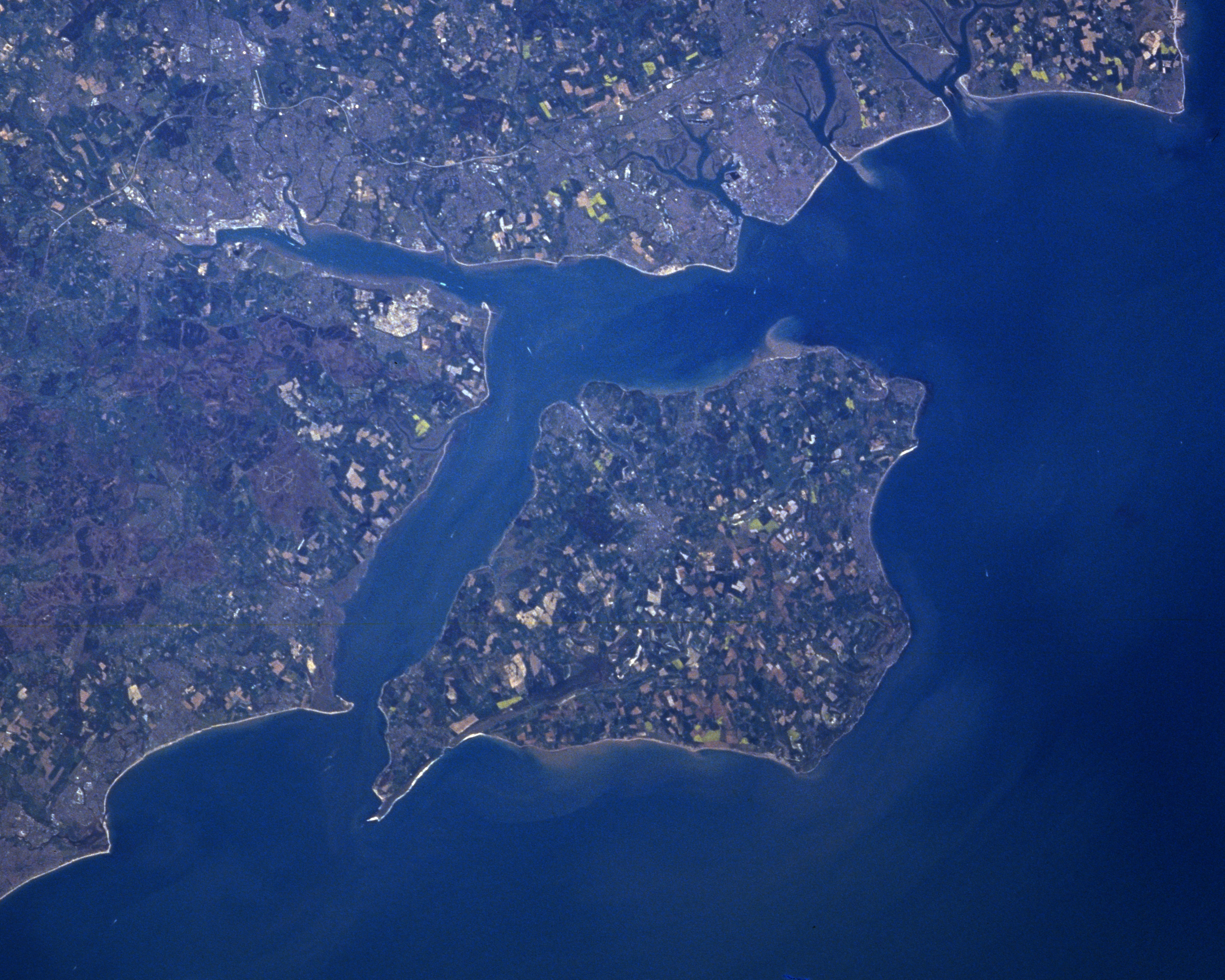
Ilha de Wight do espaço (NASA).

A Inglaterra possui uma série de ilhas. Ao contrário do que muitos pensam, a Ilha de Man e as Ilhas do Canal não fazem parte da Inglaterra.
As maiores ilhas da Inglaterra em área, são:
| Pos. | Ilha             | Área (km²) |
| ---- | ---------------- | ---------- |
| 1    | Ilha de Wight    | 380.99     |
| 2    | Ilha de Sheppey  | 94.04      |
| 3    | Ilha Hayling     | 26.84      |
| 4    | Foulness         | 26.84      |
| 5    | Ilha Portsea     | 24.25      |
| 6    | Ilha Canvey      | 18.45      |
| 7    | Ilha Mersea      | 18.04      |
| 8    | Ilha Walney      | 12.99      |
| 9    | Ilha de Portland | 11.5       |
| 10   | Ilha Wallasea    | 10.65      |

E em população:
| Pos. | Ilha             | População (2001) |
| ---- | ---------------- | ---------------- |
| 1    | Ilha Portsea     | 147,088          |
| 2    | Ilha de Wight    | 132,731          |
| 3    | Ilha de Sheppey  | 37,852           |
| 4    | Ilha Canvey      | 37,473           |
| 5    | Ilha Hayling     | 16,887           |
| 6    | Ilha de Portland | 12,800           |
| 7    | Ilha Walney      | 11,391           |
| 8    | Ilha Mersea      | cerca de 7,200   |
| 9    | Ilha Barrow      | 2,606            |
| 10   | Ilha Santa Maria | 1,668            |
| 11   | Ilha Thorney     | 1,079            |
| 12   | Foulness         | 212              |
| 13   | Tresco           | 180              |
| 14   | Lindisfarne      | 162              |
| 15   | São Martinho     | 142              |
| 16   | Ilha Roa         | cerca de 100     |
| 17   | Bryher           | 92               |
| 18   | Santa Inês       | 73               |
| 19   | Lundy            | cerca de 28      |

## Rios

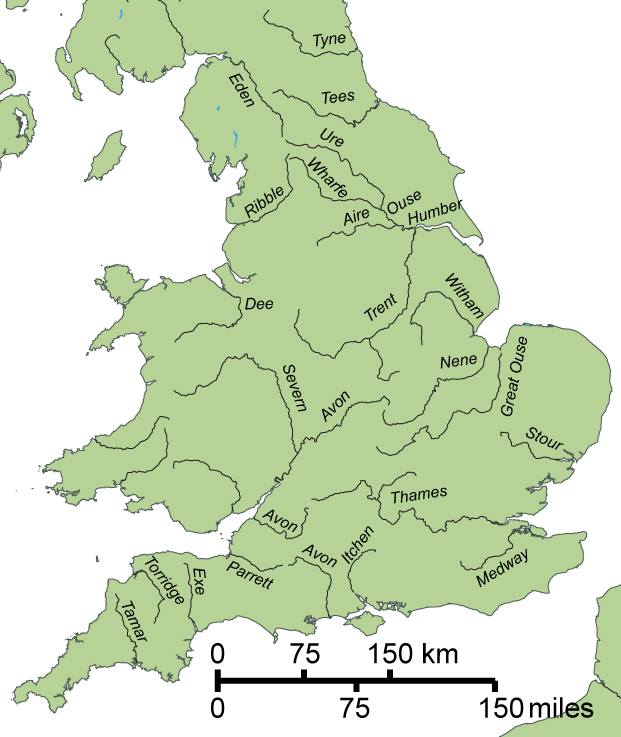
Mapa de parte da Grã-Bretanha com os maiores rios da Inglaterra indicados.

O maior rio da Inglaterra é o rio Severn, que nasce no País de Gales e em grande parte do seu curso forma a fronteira anglo-galesa, desaguando no Canal de Bristol. O maior rio inteiramente dentro da Inglaterra, é o rio Tâmisa, que atravessa a capital, Londres.

## Costa
A Inglaterra tem 3.200 km de costa, bem menos do que o bastante recortado litoral escocês.

### Mares que banham a Inglaterra
- Mar do Norte
- Canal da Mancha
- Mar Celta
- Canal de Bristol
- Mar da Irlanda

## Maiores lagos e reservatórios
Mesmo sendo o maior país do Reino Unido, a Inglaterra não tem muitos grandes lagos, pois muitas das suas zonas úmidas foram drenadas na Idade Média. A maioria dos seus maiores lagos encontram-se no Lake District em Cúmbria, norte da Inglaterra.
|   | Lago                 | Área     |
| - | -------------------- | -------- |
| 1 | Windermere           | 14.7 km² |
| 2 | Reservatório Kielder | 10.0 km² |
| 3 | Ullswater            | 8.9 km²  |
| 4 | Bassenthwaite        | 5.3 km²  |
| 5 | Derwent              | 5.3 km²  |

## Geografia humana

### Uso da Terra
A área total da Inglaterra é de 129.720 km². Terras em pousio e de colheita totalizam 30% do terreno, grama e pastagem 36%, outros tipos de terras agrícolas 5%, florestas e matas 8% e desenvolvimento urbano 21%.

### Países vizinhos
A Inglaterra tem duas fronteiras terrestres, uma com a Escócia, que se estende por 96 km e outra com o País de Gales, que se estende por 257 km.

## Geografia econômica

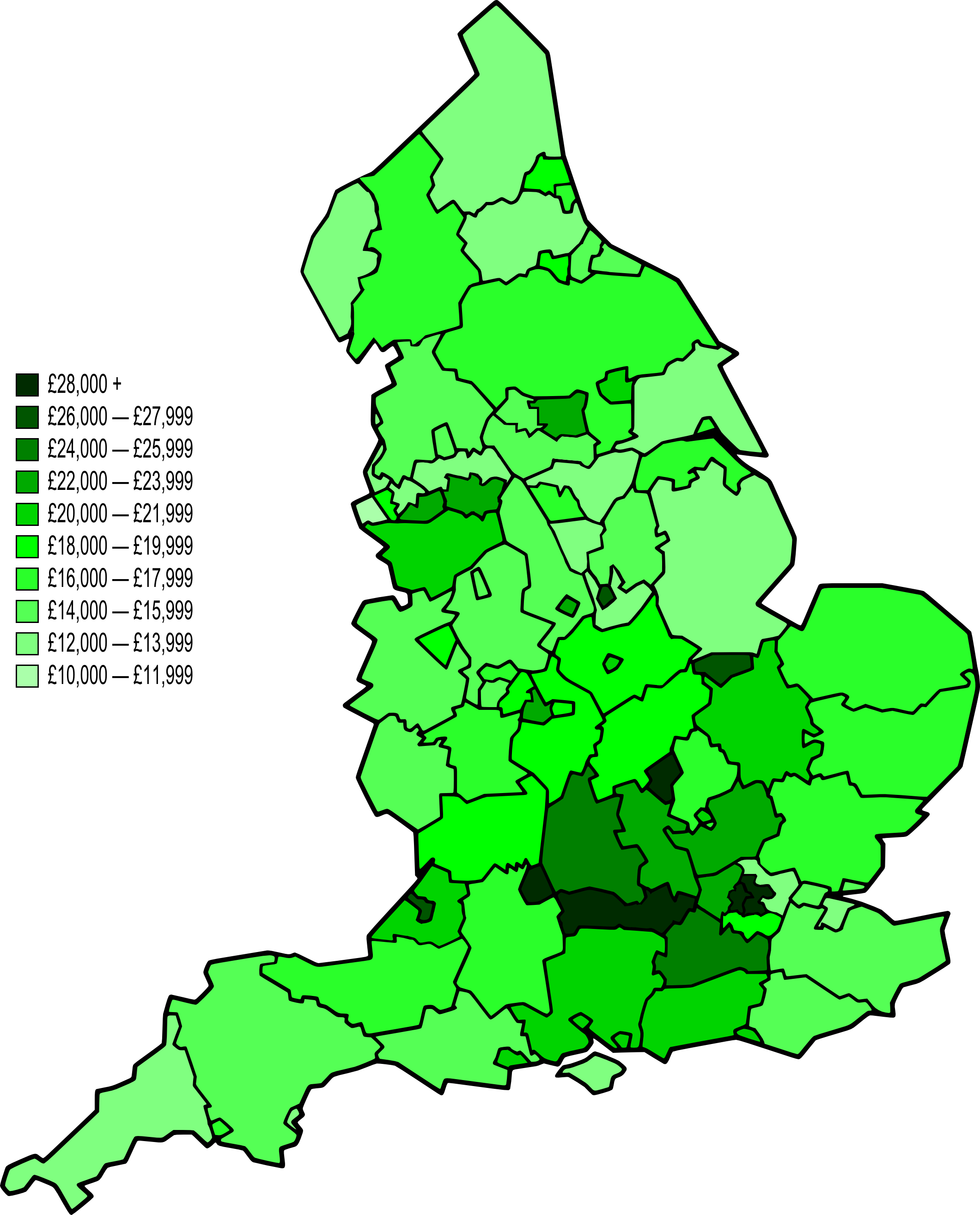
Mapa da Inglaterra dividido por VAB médio per capita em 2007, mostrando a distribuição da riqueza.

A Inglaterra possui uma das maiores economias da Europa, com um PIB médio per capita de £ 22.907. A economia do país é geralmente considerada como mista (cf. Modelo econômico anglo-saxão), adotando muitos princípios do mercado livre, em contraste com o modelo de capitalismo renano continental europeu. A moeda da Inglaterra é a libra esterlina, também conhecida com GBP.

## Geografia política
Anteriormente, a Inglaterra era um reino independente (o atual País de Gales fazia parte deste reino), que depois veio a se unir com a Escócia e formar o Reino da Grã-Bretanha.
A Inglaterra está em uma posição única e controversa de ser uma entidade política no Reino Unido e ainda assim não ter autogoverno. O país é representado por deputados no Parlamento Britânico e as questões exclusivas do país também são tratadas lá. As diversas regiões do país também enviam representantes individuais no Parlamento Europeu.